# نينا العراق (مجلة)
نينا العراق هي مجلة ثنائية اللغة للنساء العراقيات في كل مكان، تنشر مقالات تتناول في الغالب موضوعات تمكين المرأة. تُنشر عدة مرات في السنة في نسخة مطبوعة من المجلة، مع نشر رقمي ومساحة للتفاعل على الموقع الإلكتروني محتوى مباشر. تصدر مجلة نينا العراق عن منظمة غير حكومية هي مركز تنمية القطاع الخاص في العراق (PSDC). بدعم من مجموعة البنك الدولي للإصدار الأول والدعم المستمر من غرفة التجارة السويدية حتى عام 2015 وما بعده. تركز نينا العراق على فرص التمكين الاقتصادي من خلال عرض الأصوات الحقيقية عبر المقابلات والقصص باللغتين الإنجليزية والعربية. تُغذى المجلة المطبوعة بمقالات من موقع نينا العراق.

## تاريخ
صُمم مشروع نينا بهدف إنشاء روابط تجارية وتبادل الخبرات في وطن رقمي عراقي، ويهدف إلى إلهام التعاون بين 5 ملايين عراقي في الشتات مع العراقيين داخل البلاد. وتُوزَّع 20 ألف مجلة في العراق وعلى الصعيد الدولي من خلال منظمات القطاع الخاص وغرف التجارة - فضلًا عن التفاعل عبر الإنترنت. أُنشئَت نينا استجابة لدعوات العمل مثل تقرير المؤسس المشارك مادلين وايت حول المرأة في القطاع الخاص في منطقة الشرق الأوسط وشمال أفريقيا.

### شتاء 2013
حصلة مجلة نينا على اسم وعلامة تجارية. إن نينا هو أحد أسماء الإلهة إنانا ، التي تمثل الخصوبة والجمال والحب لشعب الرافدين قديمًا. ظهرت الإلهة لأول مرة في أراضي سومر منذ 5000 عام. وقد مُثلَت في الكتابة المسمارية بنجمة مثمنة الشكل تشير إلى كوكب الزهرة. كما أصبحت رمزًا لرغبة التواصل بين الرجل والمرأة، فمن جسدها تنشأ حياة جديدة. نينا هو اختصار لاسم إنانا، ويمكن نطقه باللغتين الإنجليزية والعربية وليس له أي دلالات دينية حديثة، بل يشير بدلًا من ذلك إلى الماضي الغني للعراق.

### ربيع 2014
أُطلق العدد الأول في شهر نيسان في مجلس العموم بلندن على يد النائبة لورلي بيرت ، وبدعم من رئيسة غرفة التجارة الأسترالية البارونة سيموندز من فيرنهام دين [الإنجليزية] . أُطلِق العدد الأول في شهر أيار بالتعاون مع غرفة التجارة السويدية والشتات السويدي في ستوكهولم.

### صيف 2014
أُطلقَت الخدمة في العراق في فندق جراند ميلينيوم في السليمانية في أوائل شهر حزيران بدعم من شركة آسياسيل. إن غزو داعش المُدمر للمدن العراقية ركّز المحررين على النسخة الإلكترونية من نينا. كتبت المجلة قصيدة بهدف خلق رؤية موحدة لجميع المتطوعين المحبطين بسبب غزو داعش، والذين كانوا قلقين بشأن أهمية نينا ومستقبلها.

## السمات
إن المساهمين في نينا العراق هم أشخاص عاديون، وليسوا صحفيين، على الرغم من أن بعض المقابلات الخاصة أجريت بشكل احترافي. على سبيل المثال، تُعرض فرص الأعمال التجارية في مجالات الاستدامة البيئية والصحة والنفط والغاز، وتقديم الصناعة للعراق وكردستان العراق. يمكن للمساهمين تحميل قصصهم مباشرة عبر (شارك قصتي Share My Story) أو البريد الإلكتروني أو العمل للحصول على الدعم الصحفي عبر بوابة المتطوعين المؤسسيين (Benefacto). وتشمل الأمثلة دعوة إلى العمل أطلقتها مريم البالغة من العمر 14 عامًا، وقصة عن المرأة في الإسلام بقلم خبيرة التمويل ناتالي شون ومقابلة مع الفائزة العالمية بجائزة الأصوات الحيوية سعاد العلامي. يمكن الوصول مباشرة إلى منصات مايكروسوفت التعليمية (مصر تعمل) و(أسباير وومن منتورنج). هناك أيضًا سجل تجاري في دليل نينا.

## الخصائص
تٌترجم جميع المقالات المقدمة إلى اللغة العربية أو الإنجليزية، اعتمادًا على لغة التقديم، من أجل خلق حوار ثقافي مشترك مع جمهور أوسع. ولكن من خلال التركيز القوي على النساء، هناك سؤال يطرح نفسه، وهو ما إذا كانت نينا تعالج بشكل كاف القضايا السياسية والاجتماعية الأوسع نطاقًا. باعتبارها مجلة نسائية، فقد خُلط بينها وبين مجلة نمط الحياة أو الجمال.

## روابط خارجية
- nina-iraq.com (الموقع الرسمي باللغة الإنجليزية)
- arabic.nina-iraq.com (الموقع الرسمي باللغة العربية)
- تم الإعلان عن إطلاق نينا في العراق أخبار الأعمال
- نينا على بيت.كوم
- نينا في منتدى مايكروسوفت Aspire Woman
- إطلاق نينا في المركز الثقافي العراقي، لندن